# Пресич, Маргарита Александровна
Маргарита Александровна Пресич (укр. Маргарита Олександрівна Пресич; 2 августа 1936, Запорожье — 26 ноября 2011, Одесса) — советская и украинская актриса театра и кино, заслуженная артистка Украины (2010).

## Биография
Маргарита Пресич родилась в украинской музыкальной семье. Её отец, Александр Силович Пресич, валторнист и дирижёр, преподавал в музыкальном училище в Запорожье и возглавлял любительский оркестр. Мать, Анна Ивановна, училась в то время на вокальном отделении училища. В конце 1938 года семья переехала в Киев, где отец стал дирижёром в опере, а мать — солисткой. Во время войны семья не успела эвакуироваться и поначалу оставалась в Киеве, позже перебрались в Житомир. После войны Пресичи вернулись в Киев, с 1947 года отец, А. С. Пресич, работал в оперном театре и музыкальном училище во Львове, а затем семья переехала в Одессу, где отец возглавил симфонический оркестр Одесской государственной филармонии, а мать стала солисткой филармонии.
Окончив школу, Маргарита Пресич поступила на филологический факультет Одесского государственного университета по специальности «Украинская филология»; с третьего курса одновременно занималась в театральной студии. После окончания ОГУ была принята в труппу Одесского украинского музыкально-драматического театра (ныне Одесский академический украинский музыкально-драматический театр им. В. Василько), на сцене которого прошла вся её творческая жизнь.
В 1980-х годах одновременно работала заведующей литературной частью театра. Вела активную общественную деятельность, 17 лет была депутатом райсовета. Как чтица, принимала участие в литературных вечерах.
В 1956 году вышла замуж. Муж, Борис Суворкин, чемпион СССР по метанию копья, работал старшим преподавателем кафедры физической культуры мореходного училища. Маргарита Пресич прожила с ним в браке более 50 лет. Сын Александр окончил Одесский медицинский институт по специальности «судовой врач», практикующий врач-психотерапевт.
Заслуженная артистка Украины (2010).
Скончалась после тяжелой болезни 26 ноября 2011 года; похоронена на Втором христианском кладбище.

## Работы в театре
- «Наймычка» (И. Тобилевич) — Харитина
- «Тевье-молочник» (по Шолом-Алейхему) — Бейлка
- «Проделки Скапена» (Мольер) — Зирбинетта
- «Кафедра» (В. Врублевская) — Евграфова
- «Не стреляйте в белых лебедей» (Б. Васильев) — Харитина
- «Шельменко-денщик» (Г. Квитки-Основьяненко) — Присинька, Петербургская Дама, Мотря
- «Наследники Рабурдена» (Э. Золя) — Шарлота
- «За двумя зайцами» (М. Старицкий) — Кума Марта
- «Для домашнего очага» (И. Франко) — Юлия Шаблинская,
- «Сватанье на Гончаровке» (Г. Квитки-Основьяненко) — Одарка
- «12 ночь…» КЛИМа — Нимфа,
- «Украинский Декамерон» КЛИМа — Сицилийская женщина,
- «Домик-пряник» М. Стеглика — Кума Кадлачкова

## Фильмография
1. 1959 — Зелёный фургон — эпизод (нет в титрах)
2. 1959 — Черноморочка — подруга (нет в титрах)
3. 1969 — Дума о Британке — Юлька
4. 1972 — Юлька — Татьяна Михайловна, преподаватель химии
5. 1974 — Рассказы о Кешке и его друзьях — тётя Рита (нет в титрах)
6. 1976 — Тимур и его команда — гостья Александровых
7. 1986 — Малявкин и компания — учительница
8. 1988 — Приморский бульвар — мама Саши
9. 1989 — Астенический синдром — эпизод
10. 1991 — Моя соседка — эпизод
11. 2002 — Женская логика — соседка
12. 2002 — Женская логика 2 — эпизод
13. 2003 — Дружная семейка (25 серия «Мнимая больная») — тётя Паша
14. 2003 — Кавалеры морской звезды — соседка (нет в титрах)
15. 2004 — Кредитка (Украина)
16. 2005 — Исцеление любовью (Украина) — бабушка
17. 2005 — Мальчишник, или Большой секс в маленьком городе — эпизод
18. 2006 — Иван Подушкин. Джентльмен сыска (1-й сезон, фильм 2 «Бриллиант мутной воды») — Коростылёва
19. 2007 — Ликвидация — торговка семечками
20. 2007 — Сильнее огня — почтальон
21. 2008 — Колечко с бирюзой (Украина) — Анастасия Семёновна
22. 2008 — Разведчики. Война после войны — баба Зина, дворничиха
23. 2009 — Женить Казанову (Украина) — эпизод
24. 2009 — Малахольная — баба Катя, соседка
25. 2010 — Если бы я тебя любил — эпизод
26. 2011 — Была тебе любимая — баба Зоя
27. 2011 — Огни притона — соседка Заславских